# Ophiuchus basilanus
Ophiuchus basilanus är en insektsart som beskrevs av Baker 1923. Ophiuchus basilanus ingår i släktet Ophiuchus och familjen dvärgstritar. Inga underarter finns listade i Catalogue of Life.